# Parc éolien de Horns Rev 2

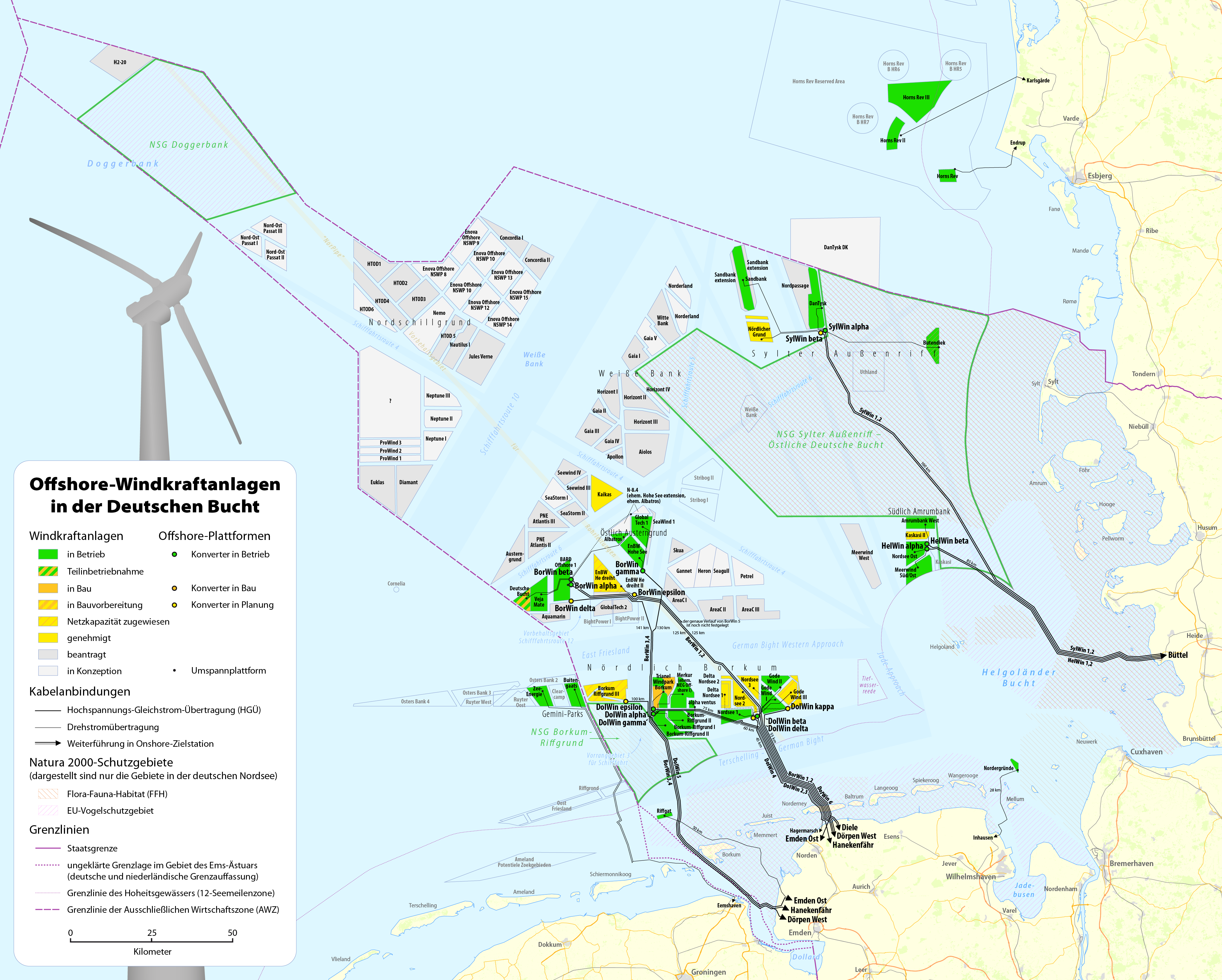
Horns Rev 2 en relation avec les parcs éolien de la baie Allemande

Le parc éolien de Horns Rev 2 est un parc éolien situé en mer du Nord dans les eaux territoriales danoises. Construit entre 2008 et 2009, le parc, durant un temps en 2009 - 2010, était le plus grand parc éolien offshore, jusqu'à la construction du parc éolien de Thanet sur les côtes anglaises. Son coût de construction s'élèverait à 448 millions d'euros.